# Alexej Petrovič

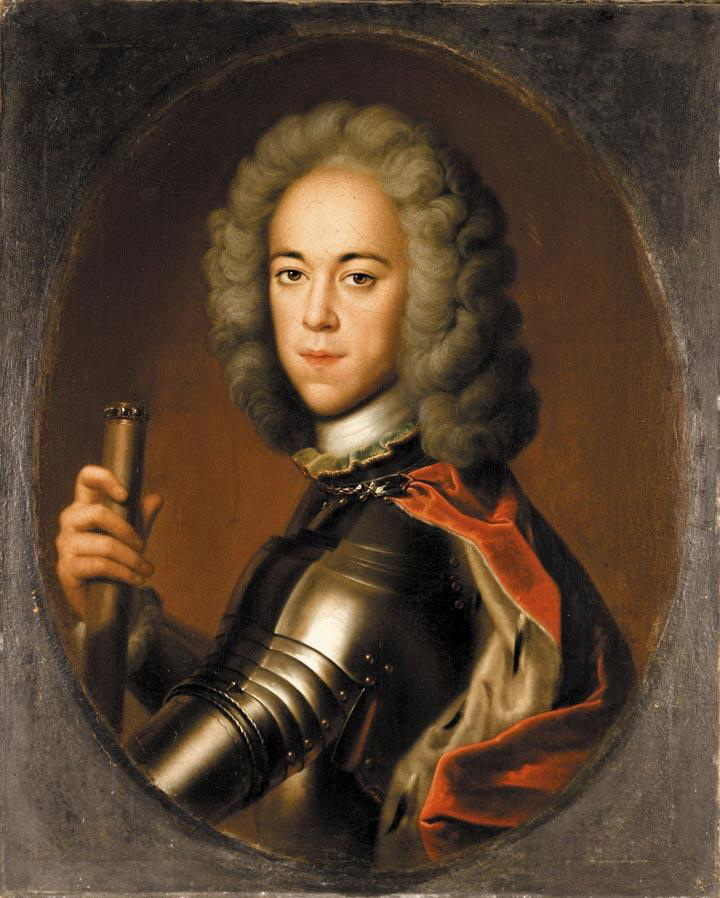
Alexej Petrovič

Alexej Petrovič (28. února 1690 – 7. července 1718), byl synem ruského cara Petra I. Velikého a následníkem trůnu. Na příkaz svého otce byl v roce 1718 připraven o život.

## Dětství a dospívání
Alexej Petrovič byl synem cara Petra I. Velikého a jeho první manželky Jevdokije Lopuchinové. Car Petr I. měl z narození svého prvního syna a následníka trůnu zpočátku velkou radost a dal mu jméno Alexej po svém otci (tím byl car Alexej Michajlovič). Po Alexeji Petroviči se carovi a jeho ženě narodili ještě další dva synové, kteří ale vždy nedlouho po porodu zemřeli. Manželka a syn byli ale postupem času carovi stále lhostejnější, což se ještě zhoršilo ve chvíli, kdy si Petr I. našel milenku Annu Monsovou. V roce 1698 se car rozhodl, že svou manželku Jevdokiji zapudí a vyzval ji, aby dobrovolně odešla do kláštera. Jevdokija tento návrh odmítla a Petr I. ji nechal násilím odvézt do Suzdalského kláštera východně od Moskvy. Malý Alexej Petrovič odtržením od své matky velmi trpěl. Byl předán do péče své tety Natálie Alexejevny a nadále již nebyl v kontaktu s matkou ani s otcem. Car Petr I. se o syna osobně nestaral, ale pokusil se zajistit mu alespoň přiměřené vzdělání a výchovu. Tento pokus zcela ztroskotal, jelikož vychovatelé se často střídali a po dlouhá období byl Alexej dokonce zcela bez učitelů. Dvořané navíc mladému careviči podlézali a nepřiměřeně lichotili, což jeho povahový charakter ještě zhoršilo. Alexej byl sice inteligentní chlapec, ale velmi líný a náladový. Největší chybu učinil Petr I. ve chvíli, kdy ustanovil vychovatelem a nejvyšším Alexejovým hofmistrem svého oblíbence knížete Alexeje Menšikova, což byl bývalý prodavač pirohů a hrubián bez vzdělání a kulturního rozhledu, který careviče přivedl k alkoholismu.

## Rodinné spory
Car Petr I. byl s vývojem a s povahou svého syna velmi nespokojený. Alexej neměl naprosto žádný zájem o politiku a vojenství, byl pasivní, líný a přehnaně zbožný. Otec a syn byli tedy naprosto rozdílní. Petr I. si nikdy nepřipustil, že má na synově vývoji svůj díl viny. Po většinu dospívání se o něj nestaral, pouze jej zastrašoval a vyhrožoval mu. Alexej tak zaujal ve vztahu k otci zcela pasivní postoj a pokud měl plnit jeho příkazy, tak většinou onemocněl, což ho před otcem a jeho zlobou chránilo. V březnu 1710 se na rozkaz svého otce musel vydat do Drážďan, kde se měl věnovat studiím. Místo toho si Alexej v cizině vydatně užíval alkoholu a radovánek s milenkami. V roce 1711 se car Petr I. podruhé oženil. Jeho vyvolenou se stala milenka Marta Skavronská, která konvertovala z luteránství na pravoslaví a přijala jméno Kateřina Alexejevna. Krátce nato se musel oženit i Alexej. Dne 14. října 1711 si vzal za manželku Charlottu Kristýnu Brunšvicko-Wolfenbüttelskou (ta byla tetou Marie Terezie). Alexej svou manželku nemiloval a zanedbával ji. Když Charlotta v roce 1714 přivedla na svět dceru Natálii, byl Alexej v cizině. Těsně před porodem se vydal na léčení do Karlových Varů. Jeho návrat byl pro manželku ještě horší, jelikož si do společného domova přivedl milenku Afrosiniju, která milovala alkohol stejně jako on. Dne 23. října 1715 porodila Charlotta syna Petra (pozdější car Petr II.) a nedlouho po porodu zemřela. 10. listopadu 1715 se narodil další syn i Petru I. a Alexejovo následnictví tak již nebylo do budoucna jisté. Car poslal svému prvorozenému synovi Alexejovi výhrůžný dopis, v němž mu sdělil, že pokud se nepolepší ve svém chování a ve své poslušnosti vůči otci, tak bude skutečně připraven o následnictví. Alexej, který toužil jen po klidném životě bez zodpovědnosti, odpověděl svému otci po pravdě, že se rád trůnu vzdá. Petr I. tento synův návrh přijal, ale nakázal Alexejovi, že se v tom případě musí odebrat do kláštera.

## Útěk
O sedm měsíců později, v srpnu 1716, vyzval car Petr I. svého syna naposledy k tomu, aby se trůnu nevzdával a pokusil se věnovat politice. Pozval jej do Kodaně, kde měl diplomatické jednání. Alexej se tedy v září 1716 vydal i se svou milenkou Afrosinijou naoko do Kodaně. Z Gdaňska ale nepokračoval správným směrem, nýbrž zamířil do Vídně, za svým bývalým švagrem císařem Karlem VI. Císař Alexejovi pomoc neodepřel, ale osobně jej přijmout nemohl, aby proti sobě nepopudil Petra I. Alexej se tedy s císařovým tichým souhlasem ukryl v pevnosti Ehrenberg v Tyrolsku. Agenti Petra I. careviče brzy vypátrali a císař jej tedy nechal ukrýt v pevnosti sv. Eliáše v Neapoli, kam Alexej dorazil v květnu 1717. Ale ani zdejší pobyt nezůstal dlouho utajen. 8. října 1717 přijeli do Neapole ruští pověřenci Tolstoj a Rumjancev, kteří předali Alexejovi dopis od jeho otce. Dopis byl psán v nezvykle mírném a srdečném tónu. Naivní Alexej se nechal přesvědčit k návratu do Ruska pod podmínkou, že bude moci žít v klidu na venkově a bude se moci oženit se svou těhotnou milenkou Afrosinijí. Uchlácholen otcovými sliby opustil v lednu 1718 svůj azyl a odjel zpět domů.

## Alexejova smrt
Car přijal svého syna v Kremlu 14. února 1718 a slíbil mu odpuštění, pokud se vzdá trůnu a vypoví všechny okolnosti svého útěku. 15. února 1718 Alexej podepsal manifest, v němž se vzdal nároků na trůn a poté vyzradil otci jména lidí, kteří o plánu na jeho útěk věděli. Začalo hromadné zatýkání a mučení všech těchto osob, z nichž Alexejův důvěrník Alexandr Kikin a rostovský biskup Dosifej byli krátce nato popraveni. Zcela náhodně se během vyšetřování přišlo na to, že zapuzená manželka Petra I. Jevdokija udržovala v suzdalském klášteře tajný milostný poměr s hejtmanem Stěpanem Glebovem. Řeholnice, které o poměru věděly, byly krutě mučeny a umučen byl také Glebov. Excarevna Jevdokija byla zbičována a uvržena do přísného kláštera. Uvězněna byla i nevlastní carova sestra Marie Alexejevna, zatímco bratr carevny Jevdokije, kníže Avraam Lopuchin, byl uvězněn a posléze popraven. Petr I. však stále toužil po pomstě a jeho poslední obětí se měl stát syn Alexej. Alexejova milenka Afrosinija dorazila do Ruska až nějaký čas po svém partnerovi a hned byla zatčena a vyslýchána. Na podkladě její výpovědi byl Alexej uvržen do petropavlovské pevnosti. Byl opakovaně krutě mučen, což bylo vykonáno vždy v přítomnosti jeho otce Petra I. Konečně 5. července 1718 byl uznán vinným z údajné vzpoury proti svému otci a carovi a odsouzen k trestu smrti. O dva dny později 7. července 1718 v žaláři zemřel. Oficiálně byla příčinou smrti mrtvice, ale ve skutečnosti zemřel zřejmě na následky mučení nebo byl udušen polštářem na Petrův příkaz.